# Lanxangia scarlatina
Lanxangia scarlatina là một loài thực vật có hoa trong họ Gừng. Loài này được Hse Tao Tsai (Thái Hi Đào) và Pei Shan Chen mô tả khoa học đầu tiên năm 1979 dưới danh pháp Amomum scarlatinum. Năm 2018, Mark Fleming Newman và Jana Leong-Škorničková chuyển nó sang chi mới thiết lập là Lanxangia.

## Tên gọi
Tên tiếng Trung: 红花砂仁 (hồng hoa sa nhân).

## Phân bố và môi trường sống
Myanmar (Kachin), Trung Quốc (Vân Nam).
Môi trường sống là những nơi ẩm ướt, vệ đường; ở cao độ 900 m.

## Mô tả
Thân rễ có mùi thơm nồng. Cây cao 1,5–3 m. Lá không cuống hoặc gần như không cuống; lưỡi bẹ chẻ 2, 5–8 mm, có màng, nhẵn nhụi, các thùy tù ở đỉnh; phiến lá hình elip hẹp, 35-40 × 4–11 cm, nhẵn nhụi, đáy hình nêm, đỉnh nhọn. Cành hoa hình elipxoit, đường kính khoảng 4 cm; cuống khoảng 2,5 cm, các bẹ hình vảy dày dặc, giống da; lá bắc màu tía, hình mũi mác, chủ yếu nhọn đầu, xé rách khi khô; lá bắc con màu hồng với đỉnh màu nâu nhạt, hình ống, khoảng 4 cm × 8 mm, xẻ gần tới đáy ở 1 bên. Đài hoa màu hồng với đỉnh màu nâu nhạt, 2,7-3,2 cm × khoảng 5 mm, có lông tơ, đỉnh cụt hoặc 3 thùy không rõ nét. Ống tràng hoa màu trắng, bằng hoặc hơi dài hơn đài hoa một chút; thùy màu hồng, hình elip hẹp, khoảng 3 cm × 6–9 mm. Cánh giữa môi dưới với gân giữa màu vàng và các sọc màu tía ở mỗi bên, nhạt màu ở đỉnh, hình elip, khoảng 3,2 × 1,6 cm, đáy có lông nhung màu trắng, mép quăn, đỉnh có răng. Bao phấn 1-1,5 cm; phần phụ liên kết màu nâu nhạt, 3 thùy, các thùy bên thẳng, 5–7 mm. Bầu nhụy màu trắng có lông tơ. Tạo quả tháng 5.